# Гарпия большая
Гарпия большая, или вилохвост пятнистый, или вилохвост большой, или шелкопряд-гарпия (лат. Cerura vinula = Dicranura vinula) — ночная бабочка семейства Хохлатки.

## Описание
Длина переднего крыла 3,5–4 см. Размах крыльев 58–75 мм. Крупная бабочка светло-серого цвета с матовыми зигзагообразными линиями на передних крыльях. Задние крылья светло-серые. Голова и грудь густо опушены белыми волосками, на каждом сегменте брюшка тёмная поперечная полоса.

## Ареал
Европа, Кавказ, Иран, Сибирь до Западного Прибайкалья включительно, Средняя Азия, Северная Африка.

## Местообитание
Пойменные леса, вдоль ручьев и водоёмов. Нередка в тополевых аллеях.

## Время лёта
Конец апреля — начало мая. Активны ночью.

## Размножение

### Яйцо
Самки после спаривания откладывают до 400 яиц поодиночке на листья. Яйца бронзового цвета, полушаровидной формы, с белым пятном на вершине, в середине которого черная точка.

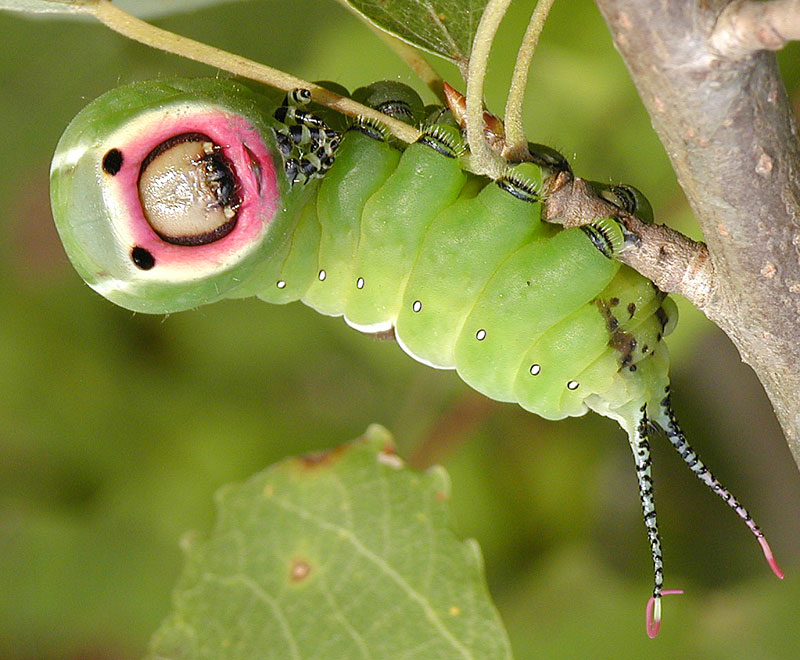
Гусеница

### Гусеница
Стадия гусеницы: июнь — сентябрь. Взрослая гусеница до 6 см в длину, зеленого цвета. На спине — большое фиолетовое пятно в форме ромба, окантованное белой полосой. Голова бурого цвета, с красной каймой, плоская, втянута в грудь. На конце тела гусеницы большой вилкообразный вырост. Будучи потревоженной, принимает специальную угрожающую позу: надувает и поднимает передний конец тела, затем втягивая его в увеличенный первый сегмент брюшка, при этом на заднем конце тела вытягиваются две пахучие нити — придатки видоизменённых подталкивателей, то есть последней пары ног, — того самого вилкообразного выроста. Сильно потревоженная гусеница может выбрызгивать из поперечной щели, расположенной на первом грудном сегменте, едкую жидкость.
Кормовые растения рода ива и тополь, в том числе осина. Гусеницы объедают листья.

### Куколка
Окукливание в конце лета — начале осени. Зимует куколка. Обычно окружена прочным коконом, изготовленным гусеницей из измельченной коры. Располагается на стволах и ветках кормового дерева. Куколка тёмная, буро-красная, толстая цилиндрическая.

## Галерея

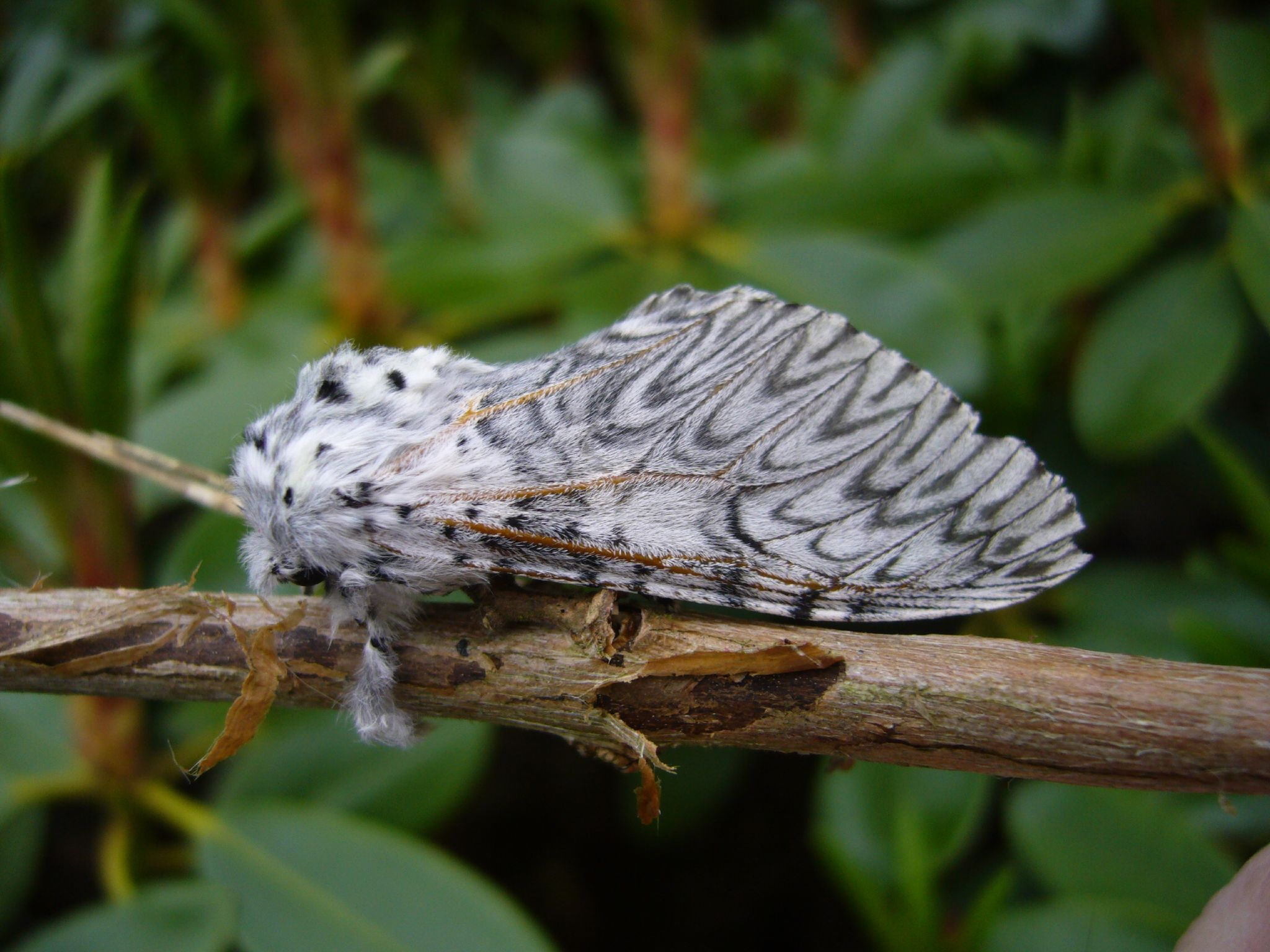
Имаго
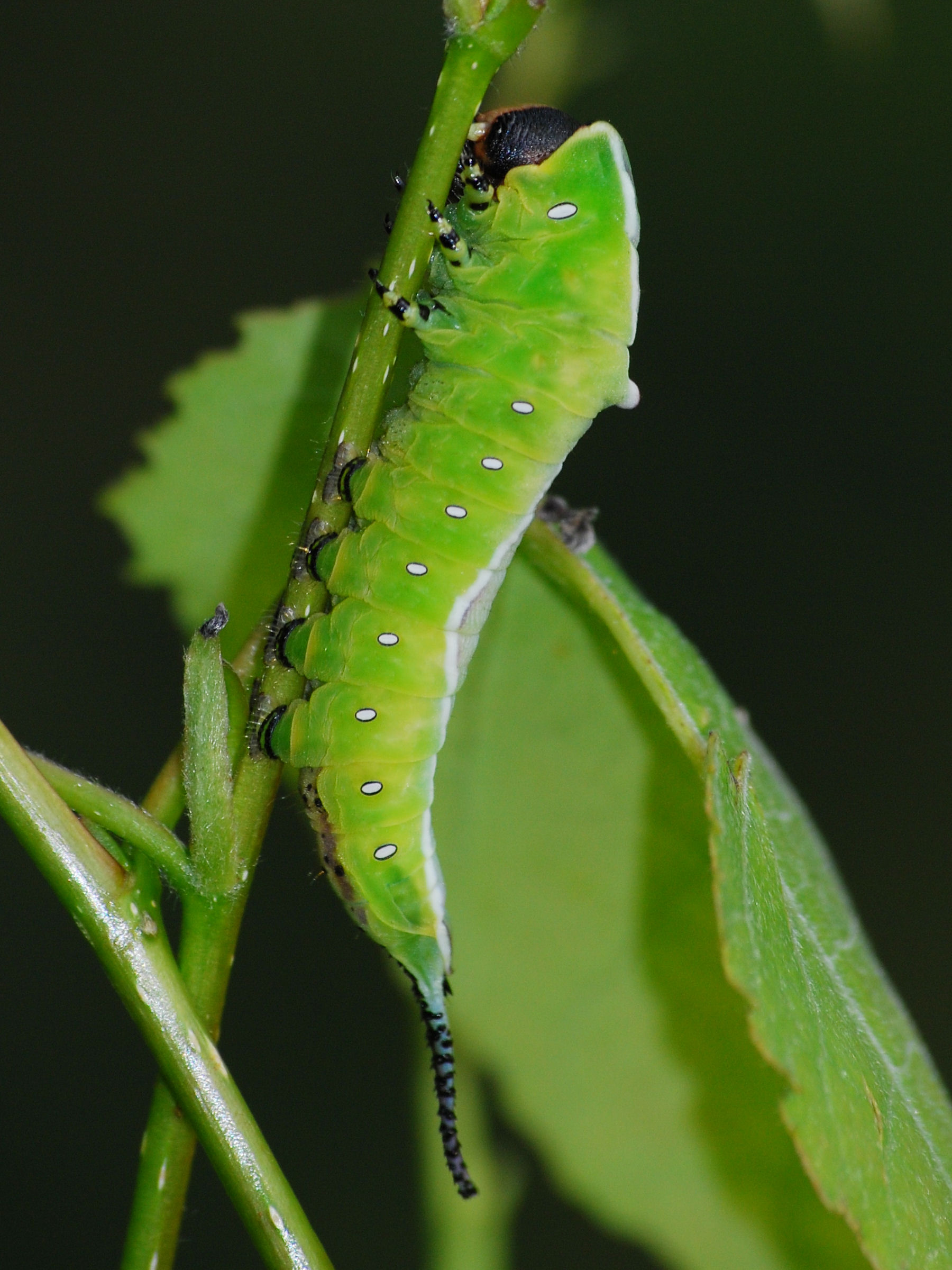
Гусеница